# Rhodanthemum
Rhodanthemum es un género de plantas pertenecientes a la familia Asteraceae. Comprende 16 especies descritas y de estas, solo 14 aceptadas.

## Taxonomía
El género fue descrito por B.H.Wilcox, K.Bremer & Humphries y publicado en Bulletin of the Natural History Museum, London (Botany) 23(2): 141. 1993.

## Especies aceptadas
A continuación se brinda un listado de las especies del género Rhodanthemum aceptadas hasta junio de 2012, ordenadas alfabéticamente. Para cada una se indica el nombre binomial seguido del autor, abreviado según las convenciones y usos:
- Rhodanthemum arundanum (Boiss.) "B.H.Wilcox, K.Bremer & Humphries
- Rhodanthemum atlanticum (Ball) "B.H.Wilcox, K.Bremer & Humphries
- Rhodanthemum briquetii (Maire) "B.H.Wilcox, K.Bremer & Humphries
- Rhodanthemum catananche (Ball) "B.H.Wilcox, K.Bremer & Humphries
- Rhodanthemum depressum (Ball) "B.H.Wilcox, K.Bremer & Humphries
- Rhodanthemum gayanum (Coss. & Durieu) "B.H.Wilcox, K.Bremer & Humphries
- Rhodanthemum hosmariense (Ball) "B.H.Wilcox, K.Bremer & Humphries
- Rhodanthemum ifniense (Font Quer) M.Ibn Tattou
- Rhodanthemum kesticum Gómiz
- Rhodanthemum laouense Vogt
- Rhodanthemum maresii (Coss.) "B.H.Wilcox, K.Bremer & Humphries
- Rhodanthemum maroccanum (Batt.) B.H.Wilcox, K.Bremer & Humphries
- Rhodanthemum mesatlanticum (Emb. & Maire) "B.H.Wilcox, K.Bremer & Humphries
- Rhodanthemum pseudocatananche (Maire) "B.H.Wilcox, K.Bremer & Humphries
- Rhodanthemum × pseudoredieri Flor.Wagner, Vogt & Oberpr.
- Rhodanthemum quezelii Dobignard & Duret
- Rhodanthemum redieri (Maire) "B.H.Wilcox, K.Bremer & Humphries"